# Yehuda Glick
Yehuda Glick (Hebreeuws: יהודה גליק) voluit Yehuda Joshua Glick, (New York, 20 november 1965) is een Israëlisch rabbijn, activist en politicus van de Likoed. Glick woont in Otniel, een Israëlische nederzetting op de Westelijke Jordaanoever ten zuiden van de stad Hebron.

## Biografie
Glick is geboren in de Verenigde Staten, maar maakte in 1974 alia toen zijn ouders naar Israël verhuisden. Glick is voorzitter van de organisatie HALIBA, die zich niet alleen inzet voor het recht van de Joden om de Tempelberg te mogen bezoeken en daar te mogen bidden, maar voor een gezamenlijke en vooral onbelemmerde toegang voor niet alleen moslims, maar ook voor joden, christenen en anderen.

### Activist

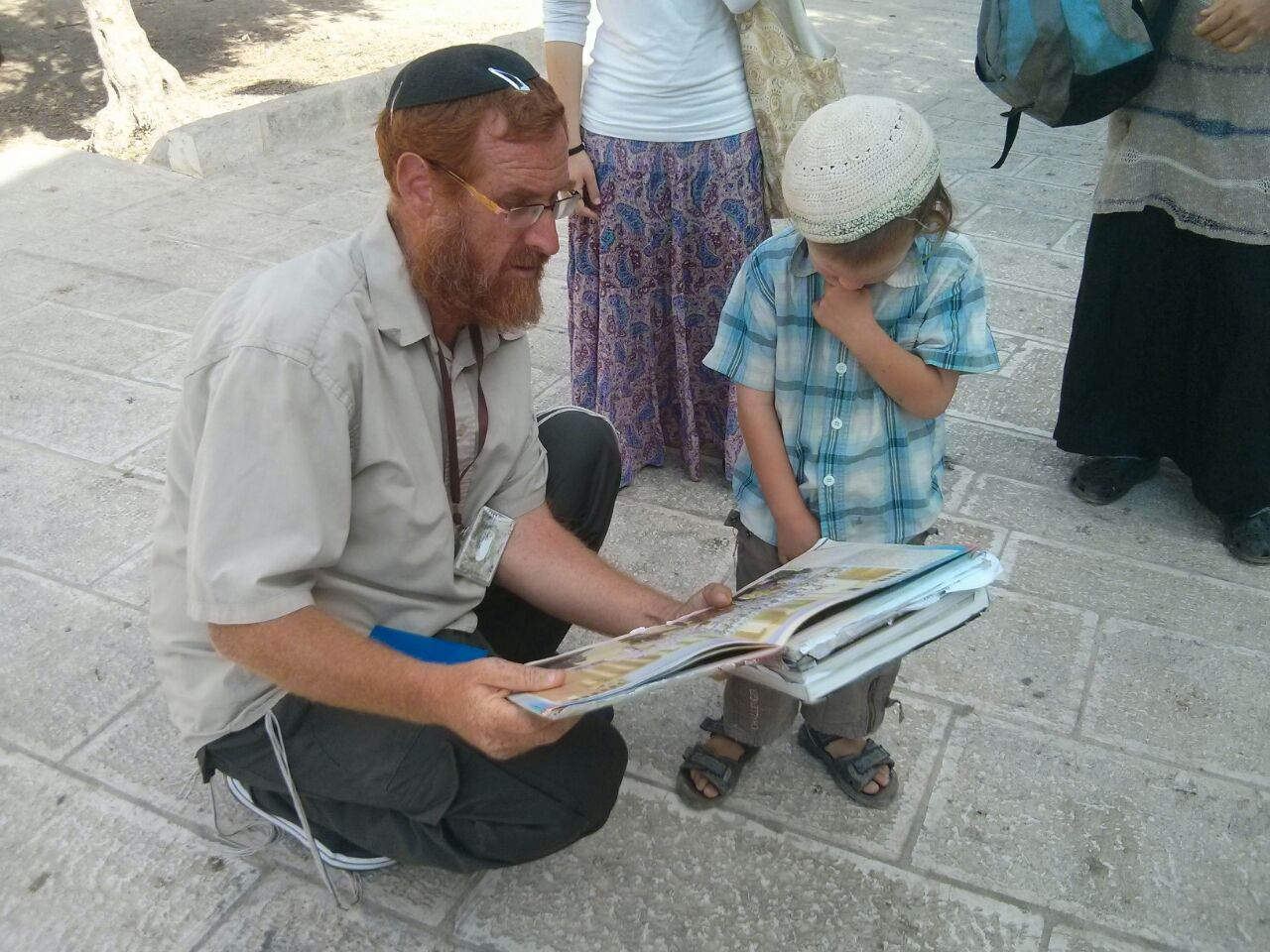
Glick op de Tempelberg in 2014

Glick werd bekend als activist voor het recht van Joden om te mogen bidden op de Tempelberg, voor moslims de Haram al-Sharif. Tijdens de Zesdaagse Oorlog werd de Haram al-Sharif veroverd door Israël maar het gezag hierover bleef, ook bij de daaropvolgende vredesbesprekingen, bij de islamitische Waqf). De Arabische geestelijke autoriteiten vaardigden een verbod uit, dat joden en christenen er niet mogen komen bidden, wat geldt tot op de dag van vandaag. Ondanks protesten door joodse en christelijke organisaties handhaaft de Israëlische regering dit verbod nog altijd. Glick is voorzitter van HALIBA (הליב"ה‎ afkorting voor בַּיִת‎הַ‎ הַר‎בְּ‎ הוּדִי‎יְ‎ חֹפֶשׁ‎לְ‎ מֵיזָם‎הַ‎; Engels: The project for Jewish freedom on the Temple Mount) en deze organisatie streeft ernaar om dit verbod voor joden om te bidden op de Tempelberg op te heffen in het kader van het recht op vrije godsdienstuitoefening, voor zowel joden als moslims en christenen. Het doel is om uiteindelijk een Derde Tempel op de berg op te richten die naast de islamitische Rotskoepel moet verrijzen waar de joodse tempeldienst kan worden heringevoerd. In het kader van zijn activisme leidt Glick geregeld protestacties op de Tempelberg waaronder het 'illegaal', bidden door joodse activisten. Hierdoor ontstaan geregeld rellen met moslims. Ook is Glick al diverse keren gearresteerd door de Israëlische politie voor 'onruststoken'. Naast zijn strijd voor het recht op vrije godsdienstuitoefening voor iedereen bestrijdt Glick ook de discriminatie van homoseksuelen en vrouwen, wat niet alleen dagelijkse praktijk is bij moslims maar ook bij orthodoxe joden.

### Selectie van Tempelberg bezoekers
Glick protesteert ook tegen het selectief behandelen van bezoekers van het Tempelplein door de bewakers aan de toegangen. Terwijl moslims via diverse verschillende poorten de Tempelberg ongehinderd kunnen betreden, is er voor niet-moslims maar één enkele toegang opengesteld: de Mughrabi poort aan de westzijde. Terwijl christelijke bezoekers vrij licht gecontroleerd worden en de poort rechts mogen passeren, worden joodse bezoekers zeer grondig gefouilleerd en mogen alleen de poort aan de linkerkant passeren. Glick vergelijkt dit met de selectieprocedure in de nazi-vernietigingskampen waarbij de arriverende joodse gevangenen werden gescheiden in 'nog te gebruiken arbeidskrachten' en de overgrote meerderheid werd bestemd voor de gaskamer.

### Aanslag
Glick wordt sinds zijn activisme bedreigd door radicale moslims. Nadat hij op 29 oktober 2014 op een conferentie sprak, werd hij door een Arabische terrorist, die lid was van de Islamitische Jihad, vanaf een motorfiets van dichtbij vier keer in zijn borst geschoten. De dader, Mutaz Hijazi, had eerder elf jaar vastgezeten voor andere misdaden. Na negen operaties slaagden de artsen erin zijn leven te redden. Eén kogel was een paar millimeter verwijderd van zijn hoofdslagader. Door de aanslag heeft het activisme van Glick, dat voorheen slechts een relatief kleine groep sympathisanten aansprak, in Israel en daarbuiten meer bekendheid gekregen en ook meer actieve medestanders.

### Parlementslid
Doordat Moshe Ya'alon naast zijn ontslag als minister van Defensie ook zijn zetel in de Knesset afstond, kwam Glick op 23 mei 2016 voor de Likoed in de 20e Knesset, als nummer 33 van de kandidatenlijst. Hij hield zich voornamelijk bezig met gezondheid en defensie. Voor de Israëlische parlementsverkiezingen van 9 april 2019 stond Glick als nummer 42 op de kandidatenlijst. Hoewel Likoed 6 zetels wist te winnen, was dit aantal te laag om te worden herkozen.